# Бентън (окръг, Тенеси)
Вижте пояснителната страница за други значения на Бентън.
Окръг Бентън (на английски: Benton County) е окръг в щата Тенеси, Съединени американски щати. Площта му е 1129 km², а населението – 16 537 души (2000). Административен център е град Камдън.